# Repubblica di Novgorod
La Repubblica di Novgorod, nota anche come Terra di Novgorod (in russo Земля новгородская, Zemlja novgorodskaja?) fu uno Stato medievale russo che, tra il XII e il XV secolo, si estendeva dal Mar Baltico agli Urali, avendo come proprio centro la città di Velikij Novgorod.

## Storia
La Repubblica di Novgorod è stata tradizionalmente considerata come un'entità indipendente dalla Rus' di Kiev (alcuni studiosi, come Sergej B. Okhotnikov, Oleg Viktorovich Tvorogov, o Vladimir Viktorovich Kolesov, tendono addirittura a parlare di una "Rus' di Novgorod" distinta dalla "Rus' di Kiev"); ma nonostante Novgorod avesse una forma di governo differente da tutte le altre città della Rus' e scegliesse localmente i propri comandanti, era comunque parte integrante del panorama politico e culturale russo.
La città di Velikij Novgorod sorge sulle rive del fiume Volchov, vicino al lago Il'men'. I dintorni sono coperti di fitti boschi e paludi. Nel Medioevo, la popolazione era un misto di elementi slavi, scandinavi, baltici e finnici.
Sulla riva sinistra del fiume Volchov sorge il rione di Santa Sofia, con la cattedrale omonima. Intorno alla cattedrale risiedevano i krilošàny (membri del krilos, 'clero'), assistenti dell'arcivescovo, che godevano di grande potere politico. A sud della cattedrale c'è il cremlino della città (Кремль, kreml', è il termine russo corrispondente all'italiano fortezza), dove risiedeva l'arcivescovo stesso: a Novgorod il principe risiedeva addirittura fuori dalle mura della città. Sempre sulla riva sinistra del fiume sorgevano i quartieri dei carpentieri e dei vasai, mentre sulla riva destra sorgeva il quartiere dei mercanti, con il mercato cittadino. I rioni più ricchi, quelli sulla destra del fiume, erano tradizionalmente filo-polacchi, sebbene non cattolici, e appoggiarono sempre la Polonia nelle scelte politiche; i rioni sulla riva sinistra erano più poveri, rigidamente ortodossi e sempre vicini alle politiche dei principi russi. A Novgorod erano frequentissimi gli scontri tra questi due "partiti" in nome della religione e dello schieramento politico.
A metà del XII secolo i boiardi della città iniziarono a rivestire autonomamente le cariche di posadnik (amministratore cittadino) e tysjackij (comandante militare), mentre fino ad allora i titolari di queste cariche erano stati nominati dal Gran principe di Kiev. Nel 1136, gli abitanti di Novgorod espulsero il principe Vsevolod Mstislavič, e nel successivo secolo e mezzo furono abili nell'invitare e cacciare un gran numero di principi; le motivazioni di questi inviti ed espulsioni, tuttavia, sono rinvenibili in motivi politici legati alla forza del Gran principe regnante al momento, piuttosto che a una rivendicazione di indipendenza da parte di Novgorod.
Città come Staraja Russa, Staraja Ladoga, Toržok e Orešek, erano parte integrante della Repubblica di Novgorod. Secondo alcune fonti, nel XIII secolo era presente in Staraja Ladoga un vicario proprio dell'arcivescovo di Novgorod. La città di Pskov, invece, faceva parte della Terra di Novgorod, ma cercò spesso di rendersi autonoma, peraltro non riuscendovi quasi mai. Solo alla fine del XIII secolo Pskov diventò de facto indipendente. Alcuni principi come Dovmont e Vsevolod Mstislavič regnarono a Pskov senza ottenere nessun beneplacito né dover rendere conto a Novgorod. L'indipendenza della "Repubblica di Pskov" fu sancita dal trattato di Bolotovo nel 1348. Persino dopo tale trattato, comunque, l'arcivescovo di Novgorod fu a capo anche dell'eparchia di Pskov e mantenne il titolo di "Arcivescovo di Novgorod la Grande e Pskov" fino al 1589.
Tra il XII e il XV secolo la Repubblica di Novgorod si espanse continuamente verso est. Suoi abitanti esplorarono l'area intorno al lago Onega ed alla Dvina Settentrionale, e le coste del Mar Bianco. All'inizio del XIV secolo furono invece solcate le acque dell'Oceano Artico, del Mare di Barents, del Mare di Kara, e del fiume siberiano Ob'. Alla fine il territorio di Novgord giunse fino all'Ob', alla Carelia, al mar Bianco e al fiume Pečora: erano terre vastissime, ma troppo fredde per essere sfruttate (se non per l'allevamento delle renne). Inoltre, Novgorod possedeva delle terre non contigue all'interno del principato di Vladimir-Suzdal'.
Le tribù ugriche che abitavano gli Urali settentrionali erano vassalle di Novgorod e dovevano versare periodicamente un tributo alla stessa città. Le terre a nord, ricche di animali da pelliccia, di fauna e di sale, furono di grande importanza per la Repubblica, che combatté per il loro controllo lunghe guerre con il Granducato di Mosca nel XIV secolo. La loro perdita a favore proprio di Mosca comportò il declino economico e culturale per la città e per i suoi abitanti, e cagionò la fine della Repubblica.

### Politica estera
Novgorod combatté per secoli contro Svedesi, Danesi e crociati tedeschi.
Durante la spedizione svedese contro Russi e Finni (crociate del Nord), gli Svedesi invasero prima la Finlandia e quindi la Carelia, terre le cui popolazioni pagavano tributi a Novgorod; i Tedeschi, da parte loro, avevano cercato fin dal XII secolo di conquistare la Regione baltica. Novgorod dovette scontrarsi ventisei volte contro gli Svedesi e undici volte contro i Cavalieri portaspada. I cavalieri tedeschi, insieme ai signori feudali danesi e svedesi, lanciarono una serie di attacchi non coordinati tra il 1240 e il 1242; tuttavia le loro campagne fallirono dopo la battaglia della Neva (1240) e quella del lago ghiacciato (1242). Il 12 agosto 1323 fu siglato il trattato di Nöteborg, che regolò i confini tra Novgorod e la Svezia, mentre tre anni più tardi venne firmato un analogo trattato a Novgorod con la Norvegia per definire i rispettivi confini. L'esercito della Repubblica respinse anche successivi attacchi.
Novgorod riuscì a salvarsi dagli orrori comportati dall'invasione tataro-mongola non grazie a vittorie militari, ma perché i comandanti tataro-mongoli temevano di impantanarsi nelle paludi che circondavano la città: essi si ritirarono a 100 km da quest'ultima. Nonostante non fosse stata formalmente conquistata, la Repubblica iniziò a pagare tributi ai khan dell'Orda d'Oro; d'altra parte, Novgorod era ben contenta di non dovere aprire un nuovo fronte a sud, visto che era già impegnata contro i Cavalieri teutonici a ovest e contro gli Svedesi a nord.
I Tataro-mongoli non si intromisero mai nella vita politica, commerciale e sociale di Novgorod. Il principe di Novgorod non aveva bisogno di uno jarlyk (lettera patente) del khan per governare: questo perché la città non apparteneva all'Orda d'Oro. Anche le pene particolarmente crudeli ed i costumi giuridici tipici dei Tataro-mongoli non entrarono mai in Novgorod.

### Aleksandr Nevskij
Il 15 luglio 1240, pochi mesi dopo la distruzione di Kiev ad opera dei Tataro-mongoli, Aleksandr, principe di Novgorod, riportò una importante vittoria nella battaglia contro gli Svedesi sul fiume Neva. Gli Svedesi erano appoggiati dal papa Gregorio IX.
Il 5 aprile 1242 Aleksandr sconfisse i Cavalieri teutonici nella battaglia del lago, sui ghiacci del lago Peipus.
Nel 1245 Aleksandr sconfisse i Lituani in un'altra battaglia per la città di Pskov.
Aleksandr vedeva queste battaglie nel contesto di uno scontro tra la Chiesa ortodossa e la Chiesa latina: proprio per questo motivo, andando contro il diritto canonico bizantino (che riservava la canonizzazione dei santi al patriarca), le metropolie di Kiev e di Vladimir-Suzdal' dopo la sua morte lo proclamarono santo. Proprio in quegli anni, d'altronde, la Chiesa ortodossa russa stava cercando in tutti i modi di emanciparsi dalla tutela del patriarca di Costantinopoli e trovava in Aleksandr il proprio campione, difensore dell'ortodossia contro i cattolici latini.
Aleksandr aveva dunque sconfitto i nemici storici di Novgorod. Egli sapeva di essere amato dalla sua družina e dall'esercito di Novgorod, ma l'amministratore della città e il comandante militare temevano che questa simpatia dell'esercito divenisse un rischio per la città. Per questo egli venne sempre tenuto ai margini della vita cittadina.
Nei confronti del Khanato dell'Orda d'Oro Aleksandr si comportò sempre come un vassallo perfetto. Sappiamo che tra il 1255 ed il 1257 si recò ben due volte a Saraj, e una terza volta nel 1263. Poco prima di quell'anno, una rivolta contro gli esattori dell'Orda d'Oro lo aveva costretto a punire i funzionari della città (fece tagliare loro il naso): i cittadini di Novgorod forse avevano addirittura ucciso l'esattore tataro. Sapendo a che cosa andava incontro la città per un delitto di lesa maestà contro i Tataro-mongoli, Aleksandr si recò a Saraj con ricchissimi doni, e il khan Berke placò la propria ira.
Sulla via del ritorno, il 14 novembre 1263, nella zona di Gorodec, Aleksandr morì. Venne seppellito nella cattedrale di Santa Sofia.

### La caduta della Repubblica

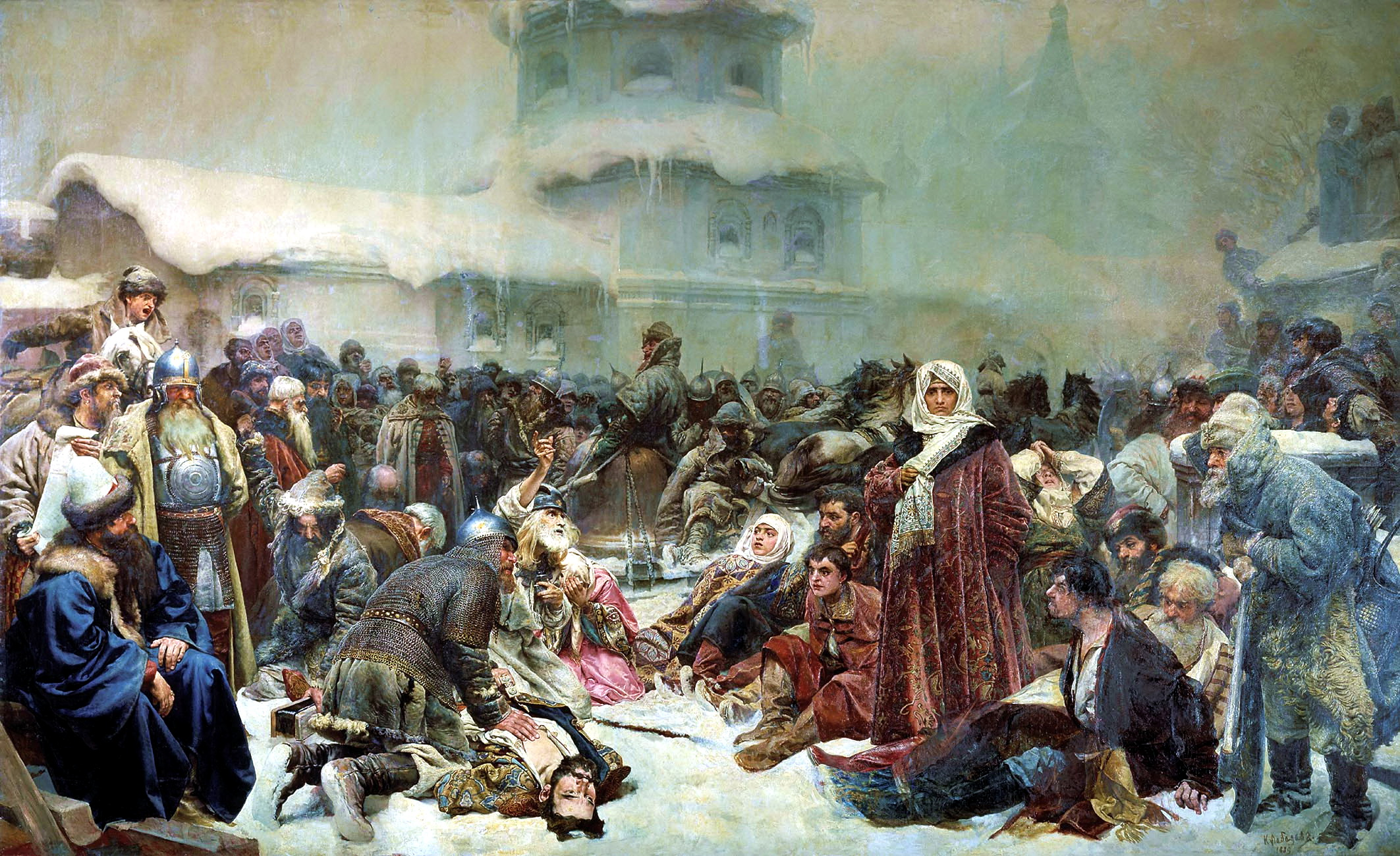
La distruzione della veče in un dipinto di Klavdy Lebedev

Nel XIV secolo le incursioni dei pirati di Novgorod (uškuiniki), si spinsero fino a Kazan' e Astrachan' e sostennero la Repubblica nelle sue guerre contro la Moscovia.
Il Principato di Tver', il Granducato di Mosca ed il Granducato di Lituania si scontrarono per il controllo delle terre di Novgorod (e delle sue enormi ricchezze) fin dal XIV secolo. Prima di diventare Gran Principe di Vladimir, Michail Jaroslavič di Tver' inviò governatori da lui nominati a Novgorod. Una serie di contrasti con questi ultimi fece sì che la città stringesse stretti rapporti con Mosca durante il regno di Jurij di Mosca. La vicinanza con Tver' spaventava gli abitanti di Novgorod, che temevano fosse intenzione di quel Principato annettere l'ormai debole Repubblica. Mosca, invece, inizialmente non tenne un atteggiamento espansionistico verso Novgorod e generalmente i Principi di Moscovia furono accettati dalla popolazione anche come Principi di Novgorod. D'altronde, oltre a prestare aiuto in caso di bisogno, erano troppo lontani per ingerirsi negli affari interni della Repubblica.
Quando però la Moscovia iniziò a consolidare la propria posizione nell'area, i principi moscoviti iniziarono a rappresentare una seria minaccia per Novgorod. Ivan Kalità, Simeone Gordyj ed altri monarchi moscoviti cercarono di limitare l'indipendenza della Repubblica. Nel 1397 scoppiò un aspro conflitto tra Novgorod e Mosca, quando la seconda annesse i territori lungo il corso della Dvina Settentrionale: queste terre erano cruciali per l'economia della Repubblica, perché da lì provenivano la maggior parte delle pelli che esportava. Questi territori tornarono comunque in possesso di Novgorod l'anno successivo.
Nel XV secolo la situazione di Novgorod cominciò seriamente a degenerare: da una parte essa subiva le pressioni da Mosca, dall'altra era aggredita dall'Unione polacco-lituana.
A Novgorod esistevano due partiti: un partito filo-moscovita, costituito dal popolo minuto e dagli artigiani, che vedevano nella potente autocrazia moscovita un freno contro il potere dei boiari, che ormai controllavano con i mercanti l'operato della veče (a Mosca la veče ormai non esisteva più), e un partito filo-polacco, costituito da boiari, latifondisti e mercanti, filocattolici (pur non essendo di confessione cattolica!), che ambivano ai privilegi di cui godevano i nobili polacchi e lituani (la Szlachta). Le adunanze della veče degeneravano spesso in violenti tumulti che vedevano anche gli assassinii dei principali esponenti dei due partiti.
La lotta assumeva anche una valenza religiosa: ognuna delle due parti voleva imporre la propria forma di vita ecclesiale: i filo-polacchi volevano dipendere, tramite una unione, dall'arcivescovo di Gniezno o da quello di Cracovia.
Al fine di resistere all'espansionismo moscovita, il governo di Novgorod strinse un'alleanza con l'Unione Polacco-Lituana. Secondo la tradizione, la leader della fazione boiara (il "partito lituano) favorevole a un'alleanza con l'Unione fu Marfa Boreckaja, moglie del posadnik Isak Boretskii. Si racconta che la Boretcaja invitò nella città il principe lituano Michail Olelkovič, chiedendogli di sposarla e di divenire signore di Novgorod. Il partito lituano concluse un'alleanza anche con Casimiro, Granduca di Lituania, che si impegnava addirittura a dichiarare guerra a Mosca se questa avesse osato attaccare Novgorod. La prospettiva di concludere un accordo con il Regno di Polonia ed il Granducato di Lituania comportò insurrezioni nello Stato: Janet Martin e Gail Lenhoff hanno sostenuto che la Boreckaja fu sgozzata, probabilmente per ordine dell'arcivescovo Feofil, che voleva allontanare da sé i sospetti di tradimento per l'inadempimento dei termini del Trattato di Jaželbitsij, che negava a Novgorod la possibilità di condurre delle trattative con l'estero senza previa autorizzazione del Gran Principe.
Poiché vi furono ulteriori tentativi di accordo tra la Repubblica ed il Regno di Polonia, Ivan III di Mosca attaccò Novgorod.
Nella campagna contro Novgorod, Ivan III si dimostrò davvero abilissimo politico: nascose le ovvie ambizioni di conquista sotto il pretesto di una motivazione religiosa. Scrisse nelle sue lettere ai cittadini di Novgorod: «Rimanete fedeli alla Chiesa dei Santi Padri» (cioè all'Ortodossia fondata sui primi sette concili ecumenici). La veče di Novgorod, pilotata dal partito filo-polacco, respinse le esortazioni di Ivan. Ivan III mandò un suo ambasciatore a Novgorod, pregando la Repubblica di ritirare l'alleanza con il re di Polonia (evidentemente stava cercando un casus belli).
Nello stesso anno 1471 l'esercito di Mosca mosse contro Novgorod, ne devastò il contado, e attaccò battaglia contro gli eserciti di Novgorod e dell'Unione polacco-lituana, sconfiggendoli. La decisiva vittoria conseguita dall'esercito di Mosca nella battaglia del fiume Šelon nel luglio del 1471 limitò seriamente la libertà d'azione della Repubblica, che mantenne tuttavia l'indipendenza formale: Ivan nascose le sue mire espansionistiche, e pur essendo vincitore si limitò ad annullare il trattato di alleanza con la Polonia, a chiedere un'elevata indennità di guerra ed a far valere i propri diritti fiscali e giuridici, ma non annesse alla Moscovia nessun territorio.
Dopo il 1471, il partito filo-moscovita di Novgorod si rafforzò, sebbene la controparte filo-polacca continuasse a fomentare disordini nella veče; anzi, dal partito filo-polacco furono anche organizzati degli omicidi su commissione ai danni dei capi del partito filo-moscovita. Nel 1475 alcuni personaggi influenti del partito filo-moscovita si recarono da Ivan III, chiedendogli un intervento in loro aiuto. Nell'estate del 1475 Ivan marciò contro Novgorod, ma non ebbe luogo nessuna battaglia: Ivan prese la città ma non la occupò militarmente: si limitò a deportare in catene i maggiori rappresentanti del partito filo-polacco, mandanti degli omicidi degli anni precedenti.
Nell'aprile-maggio 1477 si tenne un'udienza al Cremlino: durante un'ambasceria formale per pacificare i rapporti tra Mosca e Novgorod, due ambasciatori della Repubblica di Novgorod si rivolsero a Ivan III dandogli il titolo di gosndàr invece di quello abituale di góspodin (entrambe le parole possono essere tradotte con "signore", ma la prima implica qualcosa di più, si riferisce ad una signoria anche dal punto di vista politico). Ivan capì subito che l'intento di quegli ambasciatori, anche se erano stati eletti da rappresentanti dei due partiti, era quello di consegnargli Novgorod, e considerò che gli ambasciatori di Novgorod gli avessero formalmente donato la loro città. È molto probabile che l'iniziativa dei due ambasciatori non fosse improvvisata, ma studiata a tavolino dal partito filo-moscovita, che voleva anticipare ogni tentativo dei filo-polacchi di stringere nuovi accordi con la Szlachta. Tornati in città, i due ambasciatori vennero accusati di alto tradimento e condannati a morte; ma questo si rivelò un grande errore dei filo-polacchi: dopo la donazione, questi due non erano più ambasciatori di Novgorod, ma ambasciatori di Mosca, di Ivan III. Si era arrivati al casus belli. Nel settembre dello stesso anno Ivan marciò contro Novgorod con un forte esercito. Dal settembre al marzo successivo ci furono diverse battaglie, ma il 14 marzo 1478 l'esercito di Ivan III entrò nella città di Novgorod. Novgorod perse così anche di fatto la propria indipendenza.
La Repubblica di Novgorod cessava così di esistere.
Le sei condizioni che Ivan III impose a Novgorod furono durissime (le cronache di Novgorod, di Mosca e di Cracovia sono abbastanza concordi):
1. le personalità più influenti dei boiari di Novgorod vennero deportate in catene a Mosca,
2. le loro terre furono confiscate e assegnate ai boiari di Mosca, fedeli a Ivan III,
3. la veče fu sciolta (Ivan fece anche staccare le campane dalla cattedrale di Santa Sofia, che venivano suonate per convocare l'assemblea),
4. tutto il potere venne assunto da Ivan,
5. a Novgorod vennero insediati dei rappresentanti di Ivan, con l'esercito,
6. Ivan lasciò a difesa della città una guarnigione di soldati, per respingere ogni intervento proveniente dalla Polonia-Lituania.

Il partito filo-polacco venne decapitato a favore dei boiari provenienti da Mosca. I filo-moscoviti di Novgorod ottennero invece alcune terre dei boiari filo-polacchi, tra le più periferiche, ma anche delle cariche alla corte di Ivan III.

## Istituzioni politiche

### Dibattito storiografico sulla forma istituzionale
Durante il periodo sovietico è stata usata dagli studiosi l'espressione "repubblica feudale" nell'intento di inserire l'entità statale di Novgorod all'interno della periodizzazione storiografica marxista (schiavitù-feudalismo-capitalismo-dittatura del proletariato-comunismo).
Alcuni storici odierni, tuttavia, dubitano che in Russia sia mai esistito un processo feudale analogo a quello verificatasi in Europa occidentale.
Il termine "repubblica feudale", comunque, non fu mai utilizzato dagli abitanti di Novgorod (anche perché il termine feudalesimo è stato coniato nel XVII secolo): questi si riferivano alla propria città-stato come "Sua Maestà Novgorod la Grande" (Государь Господин Великий Новгород), o più spesso "Novgorod la Grande" (Великий Новгород); l'intera regione - la città i suoi grandi possedimenti - era conosciuta come la Terra di Novgorod.

### Ordinamento politico
La Prima Cronaca di Novgorod (redatta tra il XIII e il XIV secolo) ci informa che i cittadini di Novgorod godevano di una grande "libertà" (svobóda).
Il preciso ordinamento della Repubblica di Novgorod è incerto, anche se i resoconti storici antichi mostrano un insieme complesso e altamente istituzionalizzato di organismi quali le veče (assemblee pubbliche), i posadnik (amministratori cittadini), i tysjackij ("chiliarchi", comandanti militari ma in seguito anche funzionari giudiziali e commerciali), i membri delle famiglie aristocratiche e l'arcivescovo di Novgorod.
Alcuni studiosi ritengono che l'arcivescovo fosse a capo del potere esecutivo, anche se è pressoché impossibile determinare le competenze dei vari uffici. Altri studiosi ritengono che un "Consiglio dei Signori" (in russo Совет Господ?) fosse retto dall'arcivescovo e si riunisse nel palazzo arcivescovile, ma recentemente lo storico Jonas Granberg si è detto dubbioso che tale organo sia realmente esistito: egli sostiene, infatti, che non sia altro che un'invenzione degli studiosi tratti in inganno dall'estrema eterogeneità delle fonti a cui si devono riferire.
In base ai resoconti storiografici, il potere esecutivo (almeno nominalmente) era sempre in capo ai principi di Novgorod, persino quando il loro potere declinò tra il XIII e il XIV secolo. Tuttavia, anche qualora si ritenesse che l'arcivescovo non rivestisse tale poteri, egli rimane comunque uno degli organi cittadini preminenti: oltre a dirigere l'eparchia di Novgorod, era ambasciatore della Repubblica e ricopriva incarichi secolari, anche se, la maggior parte delle volte, agiva di concerto con i boiari e mai da solo.
La volontà della popolazione era espressa nella veče, il cui ruolo preciso è però in parte incerto. L'assemblea di tutti gli uomini era composta sia da membri della popolazione cittadina sia da contadini, ma è ancora oggi oggetto di dibattito storiografico se fosse un'istituzione democratica o sotto stretto controllo dei boiari.
La veče poteva essere convocata dal principe, dall'amministratore della città (posadnik) o dal comandante militare (tysjackij). A partire dalla metà del XIV secolo, l'assemblea poteva essere convocata da qualsiasi libero cittadino, che poteva salire sulla torre della cattedrale di Santa Sofia e suonare le campane. Erano presenti anche le donne.
I posadnik e i tysjackij potevano essere eletti e deposti soltanto dalla veče. Il principe non poteva essere eletto dalla veče, ma da essa veniva confermato e poteva essere deposto. Gli arcivescovi di Novgorod non potevano nella maniera più assoluta essere né eletti né deposti dalla veče, in quanto dipendevano direttamente dal metropolita di Kiev; a partire dal 1165, tuttavia, anch'essi venivano acclamati dalla veče.
Occorre tener presente che questa assemblea non può essere intesa o compresa secondo i moderni modi di vedere in cui si discute e si formano maggioranze e minoranze e si è d'accordo che il progetto della maggioranza sia quello che poi sarà realizzato; come nelle altre assemblee medievali si cercava l'unanimità su qualsiasi argomento, ma molto spesso si finiva in risse e tafferugli. Nella veče non avveniva un dibattito ordinato, né una votazione: la volontà popolare era espressa con urla di approvazione o disapprovazione. Chi non si sottometteva alla volontà popolare veniva gettato nel fiume. La veče non poteva proporre leggi: le leggi erano proposte alla veče dal principe, dall'amministratore cittadino o dal comandante militare. Questi tre erano assistiti anche da un consiglio di cinquanta membri, composto per lo più da boiari e mercanti, ma senza rappresentanza dei ceti inferiori. La veče svolgeva anche la funzione di tribunale per giudicare sia i boiari, sia i lavoratori dipendenti (ma non gli schiavi, che non avevano diritto ad un processo davanti all'assemblea).
I mercanti e gli artigiani partecipavano attivamente alla vita politica della Repubblica. La storiografia sostiene che la città fosse organizzata in cinque koncy ("quartieri, cantoni"), a loro volta suddivisi in ulteriori distretti, legati alle diverse chiese. Le strade e i quartieri solitamente indicavano nel loro nome la tipologia dei commerci che vi si svolgevano (ad esempio il "quartiere dei carpentieri" o quello "dei vasai"). I gruppi di commercio e di artigianato libero si dividevano in sotni ('corporazioni') o bràtciny ('confraternite'), con un anziano a capo, ma non è provato che esistessero delle vere gilde analoghe alle organizzazioni occidentali. In ogni strada esistevano organi assembleari che organizzavano gli uomini abili in un'organizzazione militare che facevano capo poi - nei momenti di guerra o come polizia - al tysjackij. Queste organizzazioni erano conosciute per la costruzione di chiese e per l'organizzazione del seppellimento dei cadaveri durante i periodi di peste, come "guardia nazionale", etc., ma ogni altra attività è incerta.
Strade e quartieri prendevano parte attiva nelle decisioni politiche, supportando le fazioni di boiari che sostenevano il loro interesse. I nomi dei mercanti anziani sono infatti inseriti nel testo di trattati e di altri accordi politici. Tuttavia solo un centinaio di tali documenti sono oggi disponibili: una mezza dozzina sono datati anteriormente al 1262, ma la maggioranza è posteriore a questa data.

### I principi di Novgorod
Al tempo della Rus' tutte le lotte di potere dei Rjurikidi si svolgevano a Kiev: anche i fratelli minori o i figli del gran principe che secondo la Russkaja Pravda avevano diritto al principato su Novgorod, spesso non volevano andare nella città. Così a Novgorod si recarono spesso membri di rami collaterali della famiglia.
La veče riuscì a restringere sempre più il potere del principe, giungendo persino ad un sistema di "do ut des" e imponendo al principe stesso una forte tassazione. All'incirca cento principi si susseguirono al potere: di questi, circa metà fu chiamata o ripudiata dagli abitanti di Novgorod, e almeno quattro tra loro furono costretti a siglare un contratto di ingaggio chiamato rjad (ряд) che ne definiva i diritti di fronte ai boiari della città e riconosceva de facto la parziale indipendenza della stessa.
Il principe di Novgorod aveva soprattutto due compiti:
- difendere il territorio contro i nemici (soprattutto i popoli del Nord-Europa),
- proteggere i commerci.

La sovranità non apparteneva assolutamente al principe, bensì alla veče, cui il principe era sottoposto.
Le entrate monetarie del principe erano meticolosamente controllate, affinché egli non potesse rendersi indipendente per potersi pagare un proprio esercito personale (la družina del principe di Novgorod era estremamente limitata). Il principe non poteva convocare in modo autonomo l'esercito. Combattendo i nemici e proteggendo l'esercito, il principe si guadagnava uno stipendio dalla città. Poteva possedere soltanto quantità ridottissime di terre e di schiavi. Non poteva neanche commerciare autonomamente, ma solo tramite intermediari di Novgorod. Era sottoposto a pesanti dazi doganali, imposti dai commercianti stessi, e doveva addirittura pagare una tassa per pescare e cacciare.

## Economia

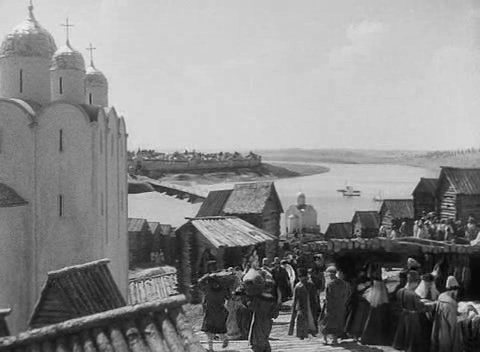
Novgorod nel XIII secolo, da una scena dell'Aleksander Nevskij di Ėjzenštejn

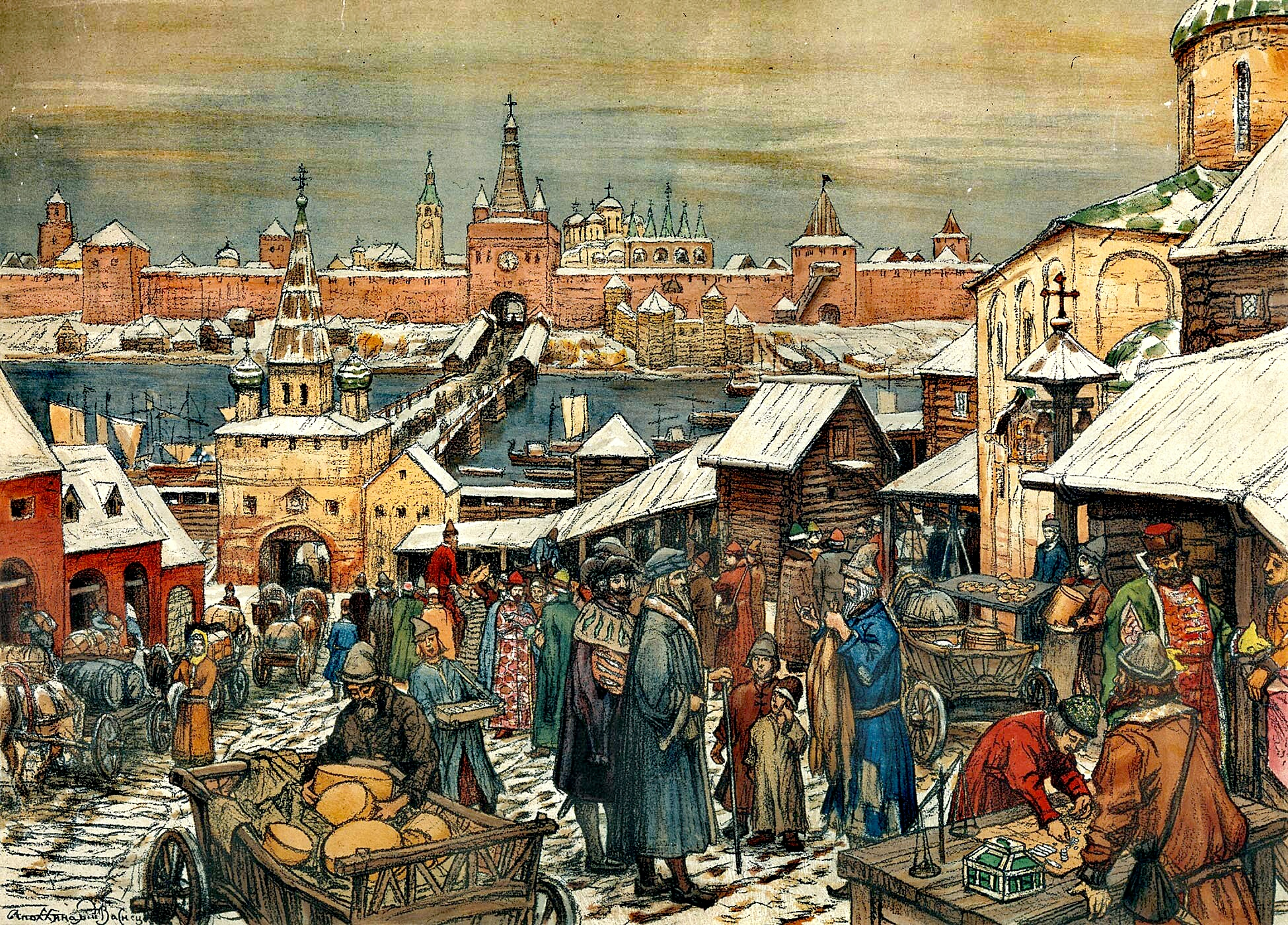
Il mercato di Novgorod

### Scambi commerciali
Novgorod era una tipica città commerciale. La sua economia includeva un'agricoltura poverissima (a causa del clima) e l'allevamento di pochi animali (gli arcivescovi di Novgorod compravano cavalli importati dalla steppa soprattutto per la loro guardia d'onore e poi per l'esercito). Un'attività largamente praticata era la caccia degli animali da pelliccia e la pesca, che però non era fatta dai novgorodesi, ma dai popoli ugro-finnici che abitavano le regioni periferiche controllate dalla Repubblica (i cosiddetti Quinti). In molte di queste regioni altre attività si combinavano alle suddette: il ferro era estratto sulla costa del golfo di Finlandia, nei pressi di Staraja Russa furono sfruttate le saline. I prodotti della taiga (cera, miele, colla di pesce, lardo e pece, come pure il grasso di foca) erano venduti soprattutto nei mercati esteri, dai quali si importavano tessuti, manufatti, oggetti preziosi, suppellettili, metalli. Questi prodotti che entravano a Novgorod in buona parte prendevano la via del sud, verso Kiev e Vladimir-Suzdal', ed addirittura in alcuni casi con Costantinopoli (per esempio al tempo di Costantino VII Porfirogenito, imperatore dal 913 al 939). Novgorod comprava anche derrate alimentari, pagandole con oro.
La vera fonte di ricchezza di Novgorod, tuttavia, era il commercio delle pellicce pregiate. Nelle regioni nord-orientali della Repubblica, tra il lago Onega, gli Urali ed il Mar Bianco, si poteva ricavare un numero impressionante di pelli: «Gli animali da pelliccia piovevano dal cielo».
La città era uno snodo tra la Rus' e l'Europa settentrionale; rappresentava inoltre l'estremo più occidentale della via della seta e quello più orientale dei commerci della Lega Anseatica. I mercanti di Novgorod intrattenevano rapporti commerciali con le città commerciali svedesi, danesi e tedesco-anseatiche. Anche se inizialmente avevano aperto rotte commerciali per il Baltico, la Lega Anseatica, che considerava il kontor ("base logistica della Lega all'estero") di Novgorod il proprio maggior centro logistico, costrinse i novgorodesi a desistere dalla navigazione lungo il Baltico, e Novgorod volentieri si affidò alle navi anseatiche per il trasporto delle proprie merci. Solo verso gli ultimi anni del XV secolo la Lega Anseatica pose un blocco, scontrandosi con i novgorodesi e chiudendo loro i porti per breve tempo. Novgorod commerciava anche con Olanda ed Inghilterra: in città erano funzionanti diverse filiali di società commerciali, per regolare i trattati di scambio, per giudicare vertenze finanziarie e per imporre dazi.

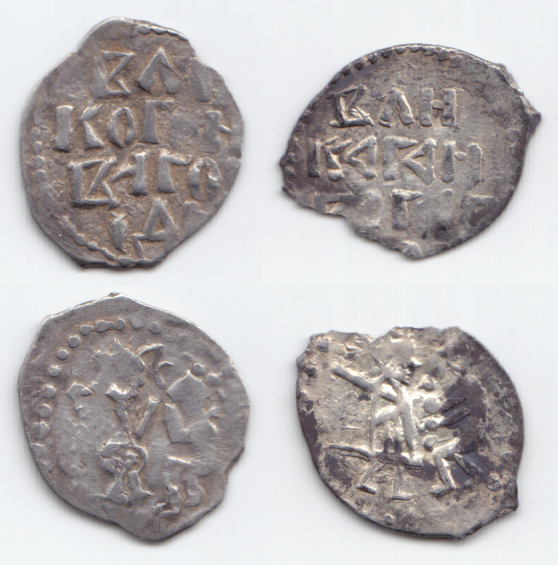
Monete d'argento di Novgorod, 1420-1478

Nella città di Novgorod si erano create così diverse logge che si autogovernavano, con propri ispettori, propri magazzini e proprie chiese, frequentate anche dai mercanti filo-polacchi. Tutto ciò portò a Novgorod enormi ricchezze. La città tratteneva una buona parte dei guadagni del commercio, fino anche a tre quarti. La popolazione, inoltre, si recava nei mercati dei Tedeschi, degli Svedesi, etc., dove comprava beni che non trovava in città, pagando però una tassa all'erario cittadino che così si arricchiva ulteriormente.
A Novgorod inizialmente non circolava denaro metallico, ma una moneta fatta in mazzi di pelli e parti di pelliccia pregiata. Soltanto dalla seconda metà del XV secolo assunse una significativa importanza il pagamento in denaro metallico.

### Classi sociali
Al vertice della piramide sociale c'erano i boiari, proprietari terrieri ma anche commercianti (a differenza di Kiev, dove la nobiltà viveva solo della rendita della terra). Tra il XIV ed il XV secolo più della metà dei possedimenti terrieri nella Repubblica era nelle mani di 30–40 famiglie boiare. Il diritto di sfruttamento (solo in epoca molto tarda trasformatosi in vera proprietà terriera) di vasti latifondi forestati, con le risorse ivi contenute, assicurava la supremazia economica ai nobili.
Le terre non erano sfruttate per la coltivazione, ma per la caccia, il legname, il miele e la cera.
La Chiesa ortodossa giunse ad essere il maggior detentore di proprietà terriere della Repubblica di Novgorod: la terra posseduta (votčina) dalla Cattedrale di Santa Sofia comprendeva le regioni economicamente più sviluppate dello Stato novgorodese. Il Monastero di San Giorgio (Yuriev), quello di Sant'Arcadio (Arkažsky) e quello di Sant'Antonio (Antoniev) possedevano enormi estensioni di terra.
Vi erano inoltre i cosiddetti žitie ljudi (житьиe люди), proprietari non nobili di latifondi meno vasti rispetto a quelli dei boiari, che costituivano una classe a sé della città, e i piccoli possidenti chiamati svoezemcy (своеземцы), che coltivavano terra propria ma non abitavano in città. Questi ultimi erano spesso costretti dalle proprie condizioni economiche a diventare mezzadri.
Ad un livello più basso vi erano i bogatye, ricchi mercanti. Non erano nobili, ma possedevano appezzamenti di terra, dalla quale ricavavano un certo reddito che consentiva loro di entrare nel commercio autonomamente. La possibilità di esercitare il commercio autonomamente era la caratteristica dei ceti dei boiari, dei latifondisti e dei ricchi mercanti.
Vi erano poi i mercanti, che non erano nobili e non possedevano terra. Per questo dovevano chiedere un prestito ai ceti superiori per potere avviare un'attività di commercio; se non erano in grado di rifondere il prestito, avrebbero potuto comunque trovare un accordo, perché ci si trovava tra cittadini di livello "pari". Pur essendo di confessione ortodossa, cercavano di stabilire rapporti soprattutto con la Polonia e le città dell'Europa settentrionale.
Ad un livello sociale inferiore si trovavano i cholopy, lavoratori precari che vendevano il proprio lavoro e le proprie abilità artigiane per un certo periodo o per tutta la vita ai boiari, vivendo e lavorando nelle loro fattorie urbane dette usad'by.
I servi (slugi), il cui numero durante l'esperienza repubblicana fu in costante decremento, eseguivano i lavori più bassi. Gli schiavi (rab') non godevano di nessun diritto, neanche ad un processo.
Artigiani e contadini potevano tentare di commerciare, ma non erano tutelati dall'essere venduti come schiavi nel caso che non avessero potuto rifondare il prestito iniziale.
Alcuni studiosi ritengono che i signori feudali cercassero di legare i contadini alle proprie terre, ma ciò non è verosimile, dato che non esistevano terre coltivate fuori della cinta della città, ma solo l'attività orticola nei monasteri. È vero che alcune categorie di contadini, come i davnie ljudi (давние люди), i polovniki (половники), i poručniki (поручники) e i dolžniki (должники), furono effettivamente private legalmente del diritto di lasciare i propri padroni (boiari o monasteri); tuttavia, secondo gli usi russi, ai lavoratori era concesso di affrancarsi da tale giogo pagando i propri debiti. Questa tradizione fu sospesa solo durante il regno di Ivan IV di Russia, un secolo dopo la conquista moscovita di Novgorod; la sospensione di questo diritto era "temporanea", ma poi non fu più revocata, e i servi rimasero legati alle terre che coltivavano anche dall'Uloženie (codice legale) del 1649.
La distinzione tra i diversi gradi di questa scala sociale non è molto precisa: a differenza del resto della Russia, la situazione sociale a Novgorod non era troppo rigida o cristallizzata. Gli studiosi marxisti (ad esempio Aleksandr Chorošev) parlarono spesso di "lotta di classe" a Novgorod. Vi furono infatti almeno ottanta sommosse, che spesso si trasformarono in ribellioni armate. Le più importanti avvennero nel 1136, 1207, 1228–29, 1270, 1418, e 1446–47. Tuttavia è improprio riferirsi ad esse come "lotta di classe": molte di esse, in effetti, non furono altro che scontri interni tra fazioni di boiari e, quando una rivolta coinvolgeva anche mercanti o contadini, non aveva comunque il fine di rovesciare l'ordine sociale esistente, ma solo di quello di imporre le proprie visioni politiche.

## Cultura
Anche dal punto di vista culturale, Novgorod era completamente diversa da Kiev. A Kiev regnava il gran principe e le cronache cercavano di esaltare soprattutto le sue gesta. A Novgorod il principe non contava molto, e il ceto principale era quello di coloro che si dedicavano al commercio. A Novgorod nasceranno molte leggende, il cui eroe un mercante: con i racconti del furbo mercante Sadko la letteratura popolare si affianca alla cronachistica.
Anche dal punto di vista artistico, a Novgorod troviamo una situazione particolare: troviamo tracce di romanico e di gotico. Era fiorente anche la produzione di icone.